# Aurskog-Høland
Aurskog-Høland  este o comună din provincia Akershus, Norvegia.